# Táplánszentkereszt
Táplánszentkereszt é um município da Hungria, situado no condado de Vas. Tem 20,08 km² de área e sua população em 2015 foi estimada em 2.565 habitantes.